# Bushat
Bushat là một xã trong quận Shkodër thuộc hạt Shkodër, Albania. Dân số năm 2005 là 13465 người.